# Bleekoogbuulbuul
De bleekoogbuulbuul (Pycnonotus davisoni) is een zangvogel uit de familie van de buulbuuls. Deze vogel is genoemd naar de Britse ornitholoog William Ruxton Davison (1850-1893).

## Verspreiding en leefgebied
Deze soort komt voor in zuidwestelijk Myanmar.